# Martyn Nikolajewitsch Ljadow

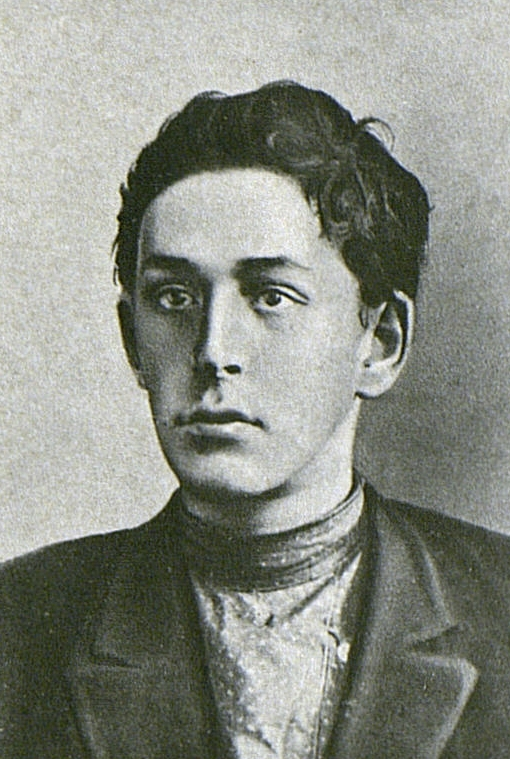
Martyn Nikolajewitsch Ljadow (etwa 1905)

Martyn Nikolajewitsch Ljadow, geboren Martyn Nikolajewitsch Mandelstam, (russisch Мартын Николаевич Лядов, Geburtsname russisch Мартын Николаевич Мандельштам; * 12. Augustjul. / 24. August 1872greg. in Moskau; † 6. Januar 1947 ebenda) war ein russischer Revolutionär und Historiker.

## Leben
Ljadow, Sohn des Gynäkologen Nikolai Martynowitsch (Nochim Mendelewitsch) Mandelstam (1826–1882) und seiner Frau Wera Ossipowna Ioffe, trat 1881 in das 2. Moskauer Gymnasium ein. In der 3. Klasse wurde er der Schule verwiesen, weil er den Inspektor geschmäht hatte. Darauf wurde er zum Onkel nach Mitau geschickt, wo er die deutsche Realschule besuchte. 1890 trat er als Einjährig-Freiwilliger in das 114. Nowotorschski-Infanterieregiment ein. Im August 1891 wurde er als Juniorunteroffizier in die Reserve entlassen und kehrte nach Moskau zurück.
1893 war Ljadow an der Gründung der Moskauer Arbeiterunion beteiligt. 1895 organisierte er die 1.-Mai-Feier für Moskau in Weschnjaki. Im Juli 1895 wurde er verhaftet und nach zwei Jahren im Gefängnis für 5 Jahre in die Oblast Jakutien verbannt, worauf er bis Februar 1902 in Werchojansk lebte. Nach der Rückkehr aus der Verbannung arbeitete er in Saratow im Statistik-Büro des Gouvernementssemstwo und wurde Mitglied des Saratower Komitees der Sozialdemokratischen Arbeiterpartei Russlands (RSDRP). Im Februar 1903 ging er ins Ausland und schloss sich dem Berliner Kreis der Iskra-Mitarbeiter an. Auf dem II. Kongress der RSDRP im August 1903 zunächst in Brüssel und dann in London stand er auf der Seite der Bolschewiki. Daneben arbeitete er als Historiker und verfasste ein Buch zur Geschichte der RSDRP, das 1906 erschien.
Auf der nach Beginn der Russischen Revolution 1905 von Georgi Apollonowitsch Gapon initiierten Konferenz der revolutionären Parteien im April 1905 in Genf wurde Ljadow in das Büro des Komitees der Mehrheit gewählt. Zwischendurch war er illegal in St. Petersburg. Auf dem III. Kongress der RSDRP im April 1905 in London war er Delegierter und berichtete dann darüber in den ausländischen und russischen Parteiorganisationen. Im August 1905 wurde Ljadow in Baku verhaftet, doch konnte er aus dem Gefängnis entfliehen. Im Dezember 1905 wurde er Mitglied des Moskauer Exekutivkomitees zur Führung des Moskauer Dezemberaufstands. Im Januar 1906 bereiste er als Agent des Zentralkomitees (ZK) den Ural und Sibirien. Auf dem IV. Kongress der RSDRP im April und Mai 1906 in Stockholm war er wieder Delegierter und arbeitete dann im St. Petersburger Komitee. Bei Beginn des Sveaborger Aufstands Ende Juli 1906 schickte das ZK Ljadow dorthin zur Führung des Aufstands, aber dann war der Aufstand schon niedergeschlagen. Er arbeitete dann in der finnländischen Kampforganisation und nahm an der Konferenz der Kampforganisationen in Tammerfors im November 1906 teil. Er führte die Wahlkampagne für die Zweite Staatsduma 1907. Auf dem V. Kongress der RSDRP im Mai 1907 in London war er Delegierter der Ural-Organisation.
Ljadow arbeitete dann im Moskauer Oblastbüro zusammen mit Stanislaw Wolski (Andrei Wladimirowitsch Sokolow) und Wladimir Michailowitsch Schuljatikow und war Delegierter auf der Pariser Konferenz im Januar 1909. Im Frühjahr 1909 war er an der Organisation der Ersten Höheren RSDRP-Agitprop-Schule auf der Insel Capri beteiligt. Er wurde mit Lektoren und Studenten der Schule Mitglied der im Dezember 1909 von Bogdanow und Alexinski gegründeten Emigranten-Gruppe Wperjod (Vorwärts), zu der Berman, Gorki, Desnizki, Kalinin, Krassin, Lebedew-Poljanski, Lunatscharski, Manuilski, Menschinski, Pokrowski, Trainin, Zchakaja, Schanzer, Wolski und andere gehörten. Ljadow war auch an der Organisation der Schule in Bologna beteiligt.
1911 kehrte Ljadow nach Russland zurück, legalisierte sich und ging nach Baku. Er arbeitete im Rat des Kongresses der Erdölindustriellen und im Kontor der Brüder Nobel. Er war Redaktionssekretär der Zeitschrift Erdölgeschäft.
Nach der Februarrevolution 1917 wurde Ljadow Vizevorsitzender des Baku-Sowjets und Redakteur dessen Zeitung, wobei er sich den Menschewiki anschloss. Nach der Besetzung Bakus durch türkische und aserbaidschanische Truppen wurde Ljadow verhaftet und inhaftiert. Vor der Übergabe Bakus mit dem Rest der türkischen Truppen an die britischen und weißen Truppen wurde Ljadow nach Georgien ausgewiesen. 1918–1920 lebte und arbeitete er in der Demokratischen Republik Georgien.
Nach der Etablierung der Sowjetmacht in Transkaukasien kehrte Ljadow nach Moskau zurück, wo er wieder in die Reihen der Bolschewiki aufgenommen wurde. Er arbeitete im Erdölsyndikat der UdSSR und wurde dann Direktor der Verwaltung der Erdölindustrie.
1922 wurde Ljadow zur Parteiarbeit nach Nowgorod geschickt. 1923–1929 war Ljadow Rektor der Kommunistischen Swerdlow-Universität. 1929 wurde er Leiter der Hauptverwaltung der wissenschaftlichen, wissenschaftlich-künstlerischen und Museumseinrichtungen und 1930 Leiter des Archivs der Oktoberrevolution. Er war Mitglied der Wissenschaftlichen Räte des Lenin-Instituts und der Kommission für Geschichte der Oktoberrevolution und der KPdSU ISTPART. Er war Delegierter des XII.–XVI. Kongresses der KPdSU. 1927–1930 war er Mitglied der Zentralen Revisionskommission der KPdSU. Er war Kandidat des Allrussischen Zentralen Exekutivkomitees und des Zentralen Exekutivkomitees der UdSSR. 1932 wurde er Persönlicher Pensionär von großer Bedeutung für die UdSSR. Er verfasste die ersten Arbeiten zur Geschichte der KPdSU.
Ljadows Urne wurde im Kolumbarium des Nowodewitschi-Friedhofs beigesetzt. Einer der zentralen Plätze Nischni Nowgorods trägt Ljadows Namen.
Der Jurist und Diplomat Andrei Nikolajewitsch Mandelstam war Ljadows Bruder.